# Octavio Muciño
Octavio Muciño (* 14. Mai 1950 in Jasso, Hidalgo; † 3. Juni 1974 in Guadalajara, Jalisco), auch bekannt unter dem Spitznamen El Centavo, war ein mexikanischer Fußballspieler auf der Position des Mittelstürmers. 

## Leben

### Verein
Als in der Kleinstadt Jasso geborenes Fußballtalent lag es nahe, dass Muciño seine Fußballerlaufbahn beim ortsansässigen CD Cruz Azul beginnen sollte und den dort spielenden Stürmerstar Fernando Bustos als sein Vorbild auserkoren hatte. 
Am 2. November 1969 absolvierte er sein Debüt als Profi in der mexikanischen Primera División beim 1:1 gegen die Rayados de Monterrey.
Nach fünf Spielzeiten, in denen er insgesamt 47 Treffer erzielt und drei Meistertitel gewonnen hatte, wechselte Muciño vor der Saison 1973/74 zu Mexikos populärstem Verein Chivas Guadalajara. Bei den Chivas Rayadas absolvierte er zugleich die letzte Saison seines jungen Lebens. Nur zwei Wochen nach seinem 24. Geburtstag war er in einer Bar an seinem neuen Wohnort Guadalajara in einen Streit geraten und von seinem Kontrahenten mit drei Kugeln niedergestreckt worden. Vier Tage später erlag Octavio Muciño Valdez seinen schweren Verletzungen und verstarb.

### Nationalmannschaft
Zwischen 1971 und 1973 absolvierte Muciño insgesamt 16 Einsätze für die mexikanische Nationalmannschaft, bei denen er sieben Treffer erzielte. Seine ersten beiden Tore verhalfen Mexiko am 4. Dezember 1971 zu einem 2:1-Erfolg über Honduras, sein dritter Länderspieltreffer fiel beim 2:1-Sieg am 5. April 1972 gegen Peru. Am 8. Dezember 1973 erzielte er vier Tore beim 8:0-Erfolg gegen die Auswahl der Niederländischen Antillen.

## Erfolge
- Mexikanischer Meister: México 70, 1971/72, 1972/73
- CONCACAF Champions’ Cup: 1970, 1971